# 白石镇 (湘潭县)
白石镇，是中华人民共和国湖南省湘潭市湘潭县下辖的一个乡镇级行政单位。

## 行政区划
白石镇下辖以下地区：
望江楼社区、堰湖村、尹家冲村、莲花村、广桥村、水口村、田桥村、新荷村、新桥铺村、谭家垅村、杏花村、白石村、天平村、象形村、黄茅村、烟墩村、湖田村、深溪村、潭口村、湘河村、龙凤村、红石村、永安村、昭公村、金虎村、团山铺村和友爱村。

## 出身名人
- 刘道一，清朝晚期革命烈士。[3]:45